# Meziříčko (district de Žďár nad Sázavou)
Pour les articles homonymes, voir Meziříčko.
Meziříčko (en allemand : Mesericzko) est une commune du district de Žďár nad Sázavou, dans la région de Vysočina, en République tchèque. Sa population s'élevait à 179 habitants en 2020.

## Géographie
Meziříčko se trouve à 14 km à l'ouest-nord-ouest de Velké Meziříčí, à 19 km au sud-sud-ouest de Žďár nad Sázavou, à 19 km à l'est de Jihlava à 126 km au sud-est de Prague.
La commune est limitée par Nadějov et Jersín au nord, par Černá au nord-est, par Měřín à l'est et au sud, et par Kamenice au sud-ouest et à l'ouest.

## Histoire
La première mention écrite de la localité date de 1409.

## Transports
Par la route, Meziříčko se trouve à 14 km de Velké Meziříčí, à 26,5 km de Žďár nad Sázavou, à 21 km de Jihlava et à 148 km de Prague.